# 西濱交流道
西濱交流道為臺灣國道三號與台61線的交流道，位於臺灣苗栗縣竹南鎮，因台61線苗栗路段尚未完全立體化，故不能稱西濱系統交流道。
國道三號指標為115k，台61線指標為90k，國道三號只設南出及北入匝道；台61線只設北出及南入匝道。
|  | 115 西濱 | 快速公路 | 快速公路 |
|  | 90 西濱  |          | 新竹     |

## 歷史沿革
- 1996年7月26日，台61線香山聯絡道平交路口～白沙屯交流道通車。
- 2001年12月27日，中二高（國道三號中部路段）香山交流道～竹南交流道通車[1]。

## 外部連結
- 國道三號西濱交流道交流道示意圖 （页面存档备份，存于）（交通部高速公路局）
- 台61線西濱交流道、龍鳳港平交匝道示意圖 （页面存档备份，存于）（交通部公路總局）